# 기도촌 (니가타현)
기도촌(木戸村)은 니가타현 나카칸바라군에 설치되었던 촌이다.

## 개요
1889년부터 1901년까지 존재한 촌이며 이름은 합병한 각 마을 가운데 유력했던 우에키토, 시모키토에서 따왔다.

## 연혁
- 1898년 2월 4일 - 나카칸바라군 기도촌이 성립하였다.
- 1901년 11월 1일 - 나카칸바라군 이시야마촌, 야마가타촌(일부)과 합병해 이시야마촌이 신설되어 소멸하였다.